# Olearia crebra
Olearia crebra là một loài thực vật có hoa trong họ Cúc. Loài này được E.K.Cameron & Heenan mô tả khoa học đầu tiên năm 2002.